# Cantón de Bourges-5
El cantón de Bourges-5 era una división administrativa francesa, que estaba situada en el departamento de Cher y la región de Centro-Valle de Loira.

## Composición
El cantón estaba formado por una fracción de la comuna que le daba su nombre:
- Bourges (fracción)

## Supresión del cantón de Bourges-5
En aplicación del Decreto nº 2014-206 de 21 de febrero de 2014, el cantón de Bourges-5 fue suprimido el 22 de marzo de 2015 y la fracción de la comuna que le daba su nombre se unió con las demás para que, por medio de una reestructuración cantonal, fueran creados los nuevos cantones de Bourges-1, Bourges-2, Bourges-3 y Bourges-4.